# Gibson EDS-1275
La Gibson EDS-1275 è una chitarra elettrica doppio-manico prodotta dalla Gibson a partire dal 1963. Resa popolare e portata allo status di iconica da chitarristi come John McLaughlin e Jimmy Page, è stata definita "la chitarra più figherrima del rock."

## Storia
Gibson realizzò le sue prime doppio manico dal 1958 al 1961 ed erano hollow body con due manici a sei corde, uno a scala corta accordato a un'ottava superiore; dal 1962 al 1967 erano invece solid body. Dal 1962 al 1968 e dal 1977 al 1978 fu prodotta la EBSF-1250; aveva un manico superiore basso a quattro corde, inferiore chitarra a sei corde e un fuzzer installato. Un modello simile è la EMS-1235, con manico superiore mandolino e inferiore chitarra a sei corde.
Nel 1963 fu progettata la solid body EDS-1275, molto simile ma più grande di una comune Gibson SG, disponibile fino al 1968 in colorazioni "jet black", "cherry", "sunburst" e bianca.
La produzione riprese nel 1974 con più colorazioni, fino al 1998. Da allora, i modelli "alpine white" e "heritage cherry" sono stati realizzati a Nashville (Tennessee) fino al 2003, nel medesimo Custom Shop dal 2004 al 2005 e al Custom Shop di Memphis (Tennessee) dal 2006.

## Descrizione
La chitarra presenta un manico superiore con dodici corde ed uno inferiore a sei. Il corpo e i manici rimangono in mogano e le tastiere in palissandro; Pur presentando somiglianze stilistiche con la succitata SG, la EDS-1275 se ne discosta per l'uso di un manico più corto, pur mantenendo la stessa scala. Nonostante il peso notevole (circa sei chilogrammi) la renda poco comoda e maneggevole, questa chitarra ha riscosso nel tempo un buon successo e risulta ancora in produzione dopo più di cinquant'anni dal suo lancio.

## Utilizzatori celebri
Anche se la EDS-1275 non è mai stata venduta in grandi quantità, è stata usata da parecchi musicisti celebri. Earl Hooker ne impugna una sulla copertina del suo album del 1969 Two Bugs and a Roach e The Moon is Rising, mentre Elvis Presley ne usa una rosso cigliegia nel film Voglio sposarle tutte.

### John McLaughlin
Nei primi anni settanta, il musicista jazz-rock John McLaughlin ha suonato con una EDS-1275, attaccata ad un amplificatore da 100 watt, nei suoi primi anni con la Mahavishnu Orchestra.

### Charlie Whitney
Un altro utilizzatore famoso della EDS-1275 è Charlie Whitney, chitarrista dei Family. Lo si può vedere imbracciarla nei video registrati all'esibizione al Beat-Club e The Old Grey Whistle Test.

### Jimmy Page
La EDS-1275 fu resa celebre principalmente da Jimmy Page dei Led Zeppelin, che la scelse quando eseguiva dal vivo la canzone Stairway to Heaven. Per evitare di cambiare chitarra più volte durante l'esibizione (cosa che invece era possibile fare durante le registrazioni in studio), Page suonava la "sei corde" per l'intro e la prima strofa della canzone, poi passava alla "dodici corde" nel crescendo, in seguito tornava alla "sei corde" per l'assolo esteso, e poi chiudeva di nuovo con la "dodici corde" per la parte finale. Dal 1973 fino al 1975 la utilizzò anche per suonare The Song Remains the Same e The Rain Song, quando usava rispettivamente la "dodici corde" per il primo brano e poi passava alla "sei corde" per il secondo. Nel 1975 venne anche usata nel disco Physical Graffiti per The Rover. Dal 1977 venne poi usata per The Song Remains the Same e Celebration Day. Quando il gruppo si sciolse venne usata in varie occasioni, come ad esempio la reunion del 1985 al Live Aid coi Led Zeppelin, per poi rispolverarla per la loro riunione
Proprio quando Page ne desiderava una non erano più in produzione, così ne ordinò una personalizzata rosso cigliegia da 6/12. L'influenza di Page fu tale che altri chitarristi la presero in mano, come Alex Lifeson dei Rush, per suonare dal vivo Xanadu. Anche Eddie van Halen ne aveva una nella propria collezione e la usò per registrare in studio il singolo Secrets da Diver Down. Tommy Styx degli Styx ne aveva una custom con due manici da 12 corde, usata per suonare dal vivo dal 1977 al 1983 i singoli Fooling Yourself (1977-1978), Suite Madame Blue (fino al termine dell'assolo di sintetizzatore, dove la cambiava con la Les Paul, la Explorer o una Ibanez) e Queen of Spades (inizio e finale).

### Don Felder
Don Felder degli Eagles la usò per suonare dal vivo Hotel California e ad oggi come solista. È visibile nei video risalenti a metà anni '70. Felder la personalizzò rimuovendo il controllo del tono per il pickup al ponte e mettendoci un seconda uscita  Ciò permetteva di mandare il segnale a due amplificatori separati: per Hotel California un Echoplex e un Leslie per i suoni vorticosi (capotasto sul settimo tasto del manico a 12 corde), successivamente cambiati con gli attuali (un Fender Deluxe Reverb o un Tweed Deluxe), usando il manico a sei per l'assolo, suonato in armonia con Joe Walsh. La EDS-1275 originale di Felder è esposta alla Rock and Roll Hall of Fame.

### Altri utilizzatori
Tra gli altri utilizzatori della EDS-1275, vi sono anche Barry Stock dei Three Days Grace, Slash dei Guns N' Roses, Pete Townshend dei The Who, Tom Morello dei Rage Against the Machine, Zakk Wylde dei Black Label Society, Ace Frehley dei KISS, Grant Mickelson chitarrista di Taylor Swift, Steve Howe degli Yes, Steve Clark dei Def Leppard, Steve Hackett dei Genesis, Alex Lifeson dei Rush, James Hetfield dei Metallica, Andrew Latimer dei Camel, Dodi Battaglia dei Pooh.

## Modelli simili

### Epiphone

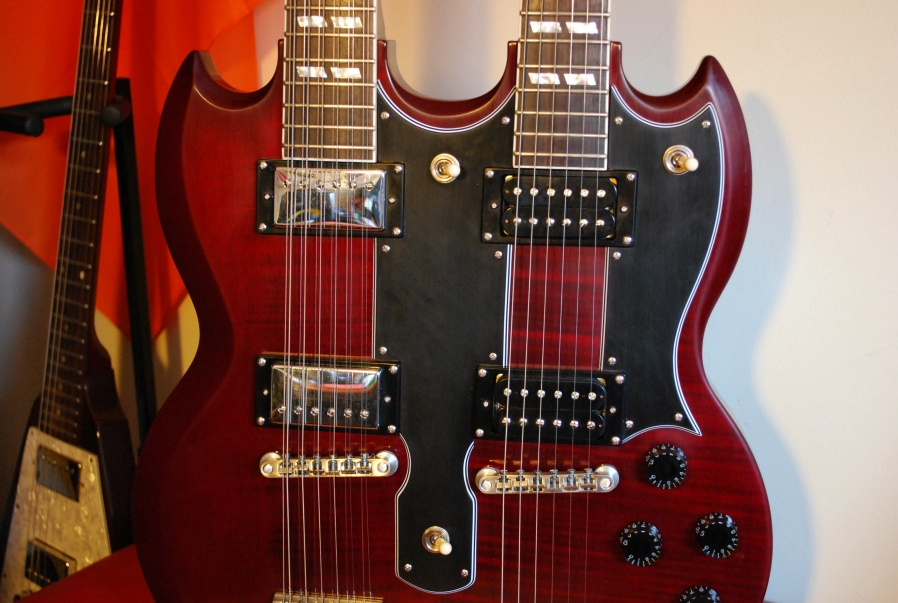
Epiphone G-1275

Epiphone (sussidiaria di Gibson) fa una versione della classica doppio manico, chiamata G-1275.

### Ibanez
Dal 1974 al 1976, la Ibanez ha prodotto un modello ispirato alla Gibson, la "Double Axe". Erano disponibili come 6/12, 4/6 e 6/6, con rifiniture ciliegia e noce.

### Harley Benton
La casa tedesca Harley Benton, brand in-house di Thomann, produce la "DC-Custom 612 Cherry" a un prezzo accessibile. Ha i manici da 6/12 con 22 tasti.

## Galleria d'immagini

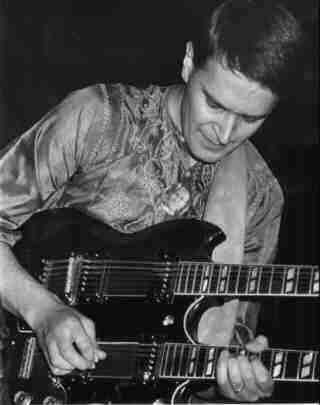
John McLaughlin, con la Gibson EDS-1275, nel 1973.
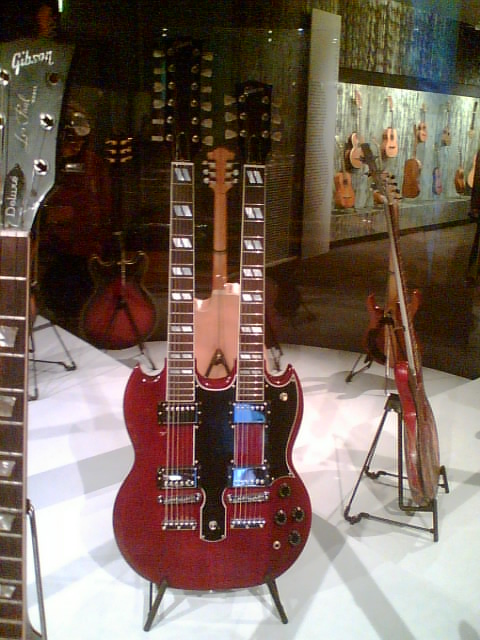
L'EDS-1275 di Jimmy Page esposta all'Hard Rock Cafe.
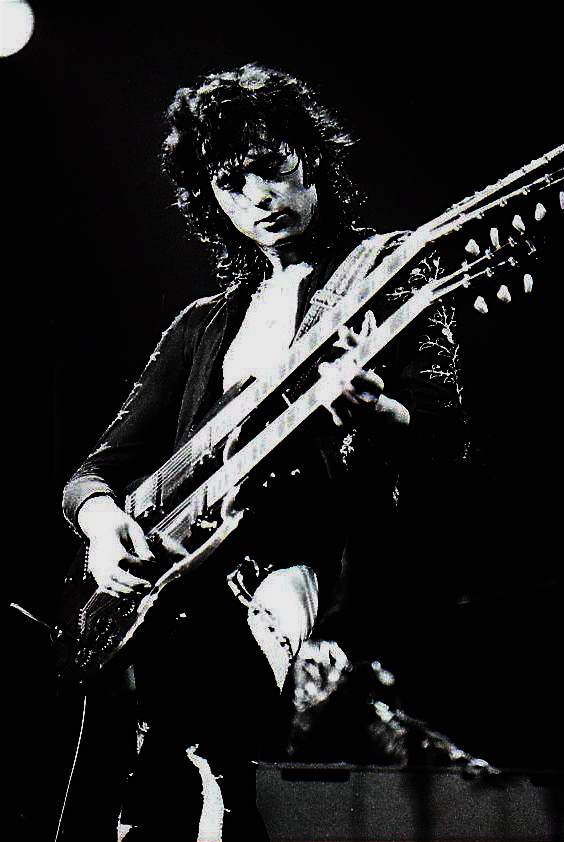
Jimmy Page mentre suona una Gibson EDS-1275.
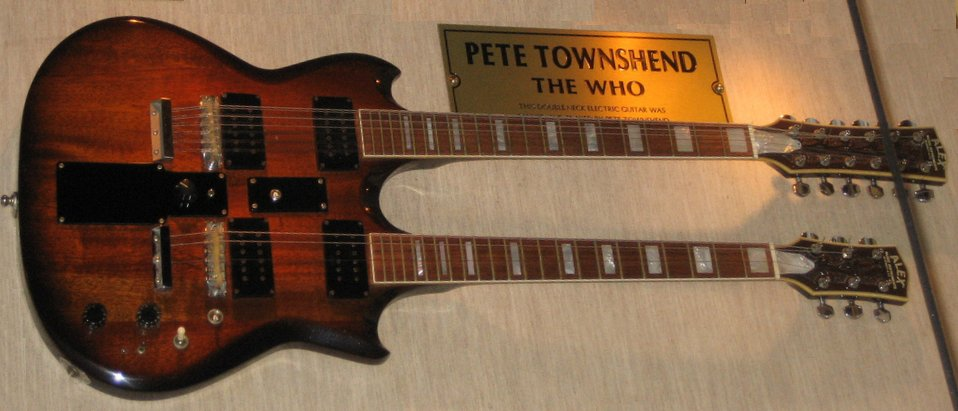
La "1275" utilizzata da Pete Townshend.
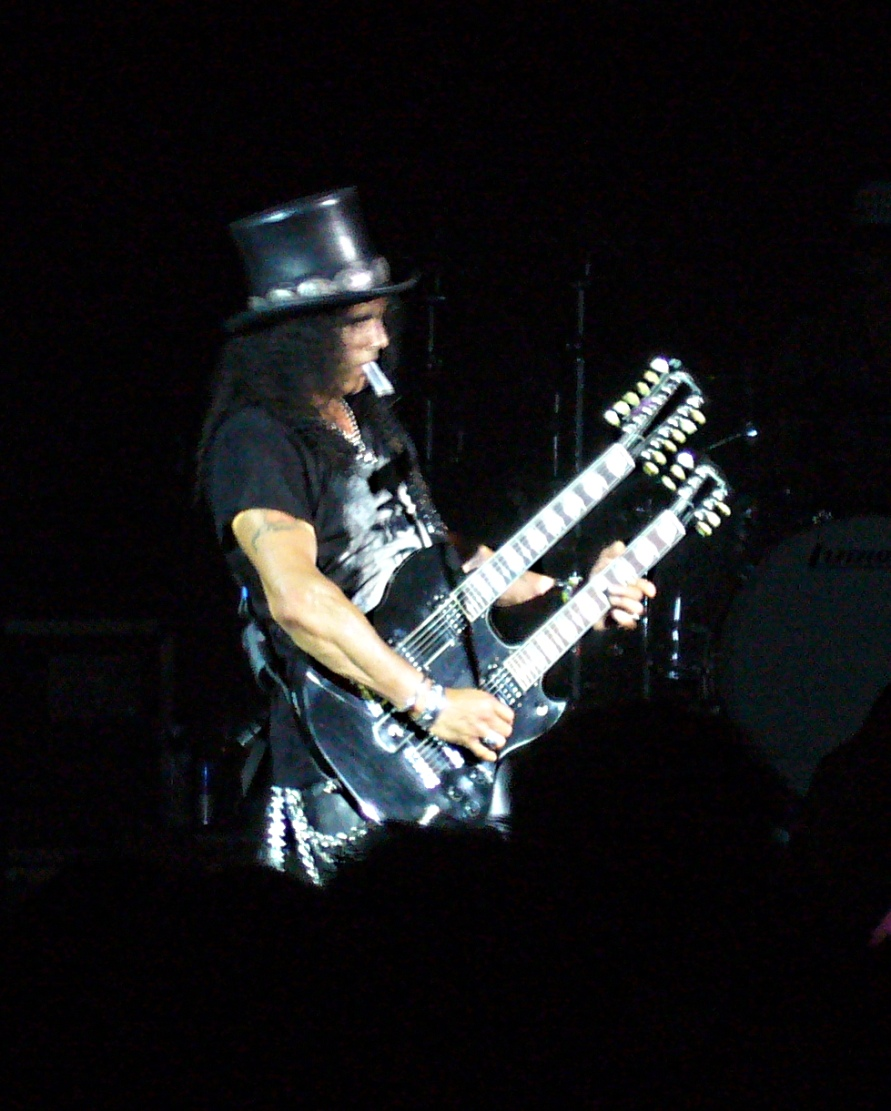
Slash con una Gibson EDS-1275.